# Faro de Basco
El Faro de Basco es un faro en la ciudad de Basco en Batanes, la provincia más al norte de las Filipinas. Situado en la colinas Naidi en el Barangay San Antonio, las verdes colinas y el mar abierto proporcionan un hermoso telón de fondo para el faro. El lugar es de fácil acceso mediante un camimo de 1.2-km (3/4 de milla) desde el Puerto de Basco. El faro Basco es uno de los tres faros propuestos por el excongresista Florencio Abad de Batanes, no sólo como faros de trabajo, sino, posiblemente, como atracciones turísticas. Los otros dos están en Sabtang y Mahatao. La estructura en Basco fue la primera realizada en 2003.